# Via Ruggero Settimo
Via Ruggero Settimo è una delle principali vie di Palermo.
La via insieme alle perpendicolari vie Principe di Belmonte e Generale Vincenzo Magliocco viene considerata come il salotto di Palermo. Si estende per circa 350 m da, seguendo il senso di marcia, viale della Libertà a via Maqueda e l'unica grossa arteria che la taglia è via Mariano Stabile dove le due strade creano i cosiddetti Quattro Canti di Campagna contrapposti ai Quattro Canti di città posti più avanti sulla stessa direttrice.
La via fu tracciata come estensione della via Maqueda dal pretore di Palermo, il Marchese di Regalmici nella seconda metà del XVIII secolo, che dà il nome alla piazza dei Quattro Canti di Campagna. Sul quadrivio affacciavano i palazzi Siciliano, Santo Stefano Della Cerda e Notarbartolo di Villarosa; gli ultimi due furono realizzati dall'architetto Giuseppe Venanzio Marvuglia. Aveva sede in questa via il palazzo della direzione centrale del Banco di Sicilia.
La strada era resa famosa dai negozi che vi si affacciavano, che erano tra i più lussuosi della città mentre oggi le più importanti griffe sono posizionati sul viale della Libertà.
 Durante le domeniche viene chiusa al traffico veicolare diventando zona pedonale, soluzione che il comune ha realizzato in via definitiva entro il 2008.